# Juditha azan
Juditha azan là một loài bướm ngày thuộc họ Riodinidae. Nó được tìm thấy ở hầu hết Nam Mỹ.

## Phụ loài
The following subspecies are recognised:
- Juditha azan azan (Brazil (Rio de Janeiro))
- Juditha azan majorina (Guianas, Brazil (Amazon to Mato Grosso), Venezuela, Trinidad)
- Juditha azan completa (western Brazil, miền tây Amazon, Colombia, Peru, Bolivia)

## Hình ảnh

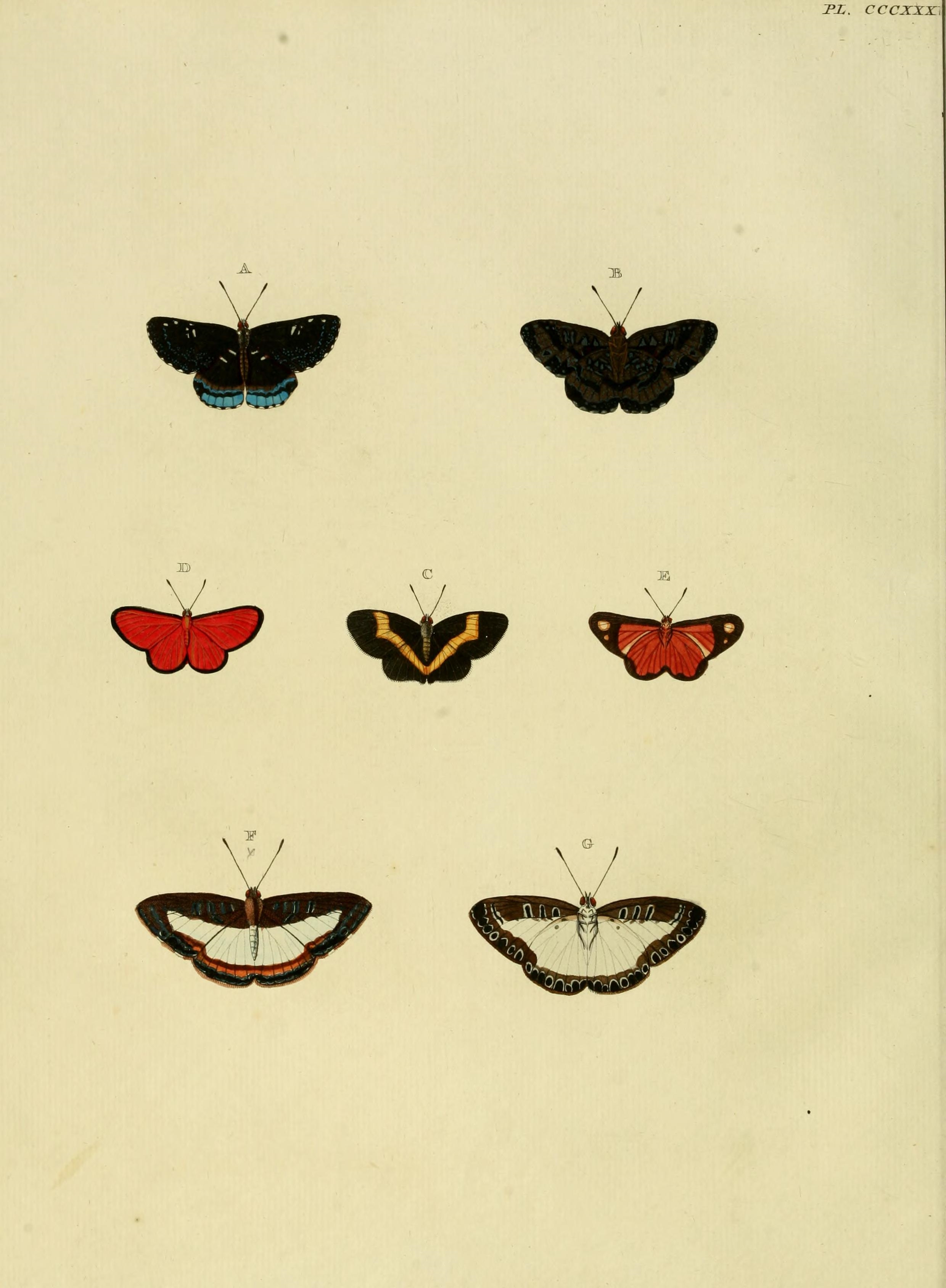
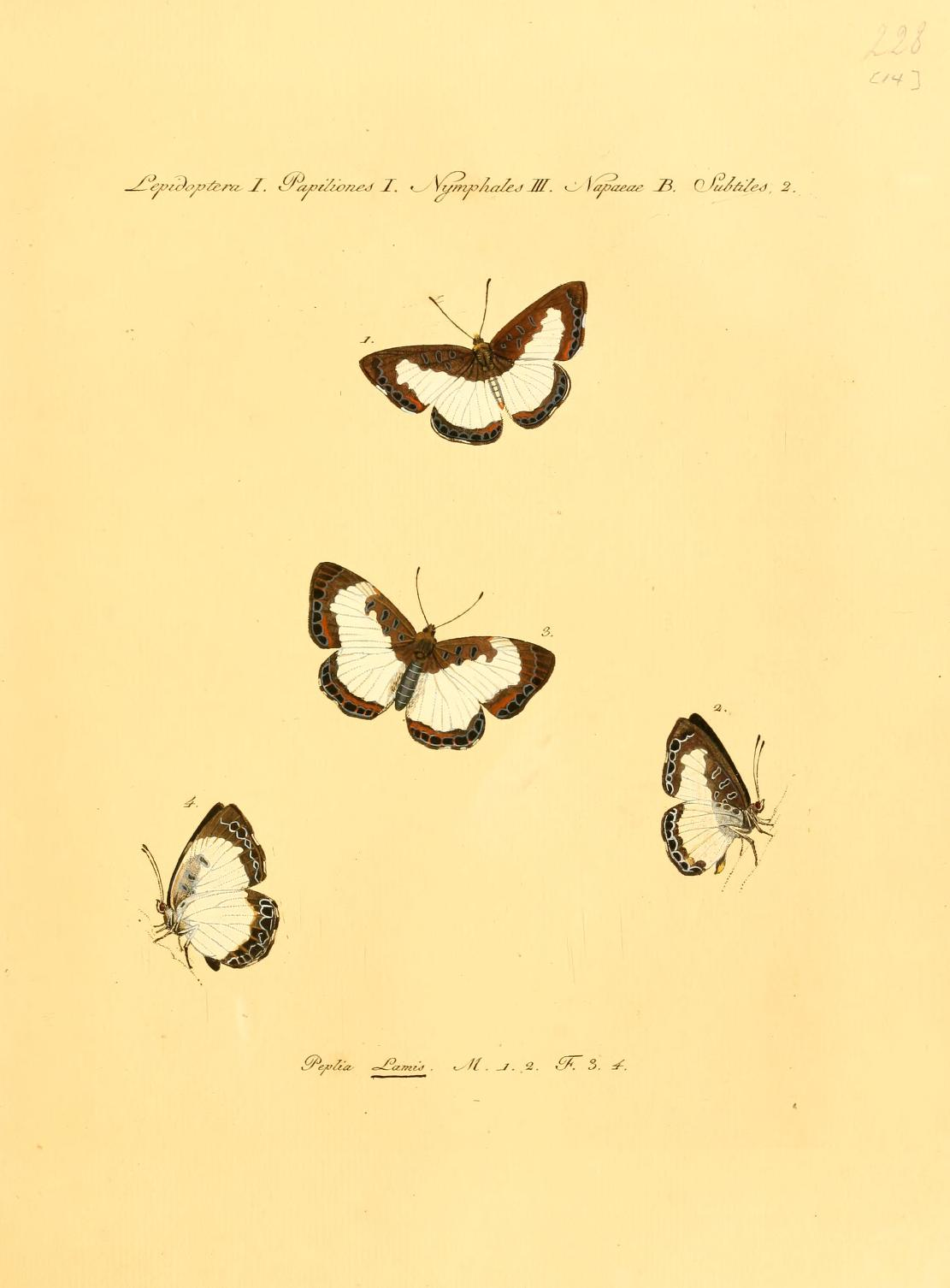